# فيث آيرلادند
فيث آيرلادند (بالإنجليزية: Faith Ireland)‏ هي قاضية ومحامية أمريكية، ولدت في 15 سبتمبر 1942 في سياتل في الولايات المتحدة.